# Pravni fakultet u Subotici
Pravni fakultet u je fakultet u Subotici.  
Osnovan je kraljevim ukazom 27. siječnja 1920. godine. Ustanova je rujna zamolila gradske vlasti da im ustupi za upotrebu zgradu bivše škole. 
Odlukom grada od iste godine novoosnovanom je fakultetu dana na upotrebu školska zgrada Crveni vo, koja je za vrijeme rata bila vojna bolnica. Pravni se fakultet nalazio na današnjoj adresi Maksima Gorkog 53.